# Liste des maires de Brandon (Manitoba)
Cette liste recense les maires de Brandon, Manitoba, Canada. Brandon est incorporé en 1882.

## Liste des maires
- 1882 - Thomas Mayne Daly
- 1882-1883 - William Winter
- 1883-1884 - Thomas Mayne Daly
- 1885-1886 - James Allan Smart (en)
- 1887 - Charles Adams (en)
- 1888-1889 - Alexander Cumming Fraser (en)
- 1890-1891 - Andrew Kelly
- 1892-1894 - Dr. John McDiarmid
- 1895-1896 - James Allan Smart (en)
- 1897-1898 - Ezekiel Evans
- 1899 - Alexander Cumming Fraser
- 1900 - Dr. John S. McDiarmid
- 1901-1902 - Alexander Cumming Fraser
- 1903-1904 - Robert Hall
- 1905-1906 - John William Fleming
- 1907-1908 - Stephen Emmett Clement (en)
- 1909-1910 - Henry Lamont Adolph
- 1911-1913 - John William Fleming
- 1914 - Joseph Henry Hughes (en)
- 1915-1918 - Henry William Cater
- 1919 - Alfred Reginald McDiarmid
- 1920-1921 - George Dinsdale (en)
- 1932-1933 - Edmund « Ed » Fotheringham
- 1934-1937 - Henry William Cater (2)
- 1938-1943 - Frederick Henry Young
- 1944-1945 - Leslie Hill McDorman (en)
- 1946-1951 - Franklin Truman Williamson
- 1952-1955 - James Albert Creighton (en)
- 1956-1957 - Dr. Stuart Duncan Schultz
- 1958-1961 - James Albert Creighton (2)
- 1962-1969 - Stephen A. Magnacca
- 1970-1974 - William Keith « Bill » Wilton
- 1975-1977 - Elwood Clinton Gorrie
- 1978 - Gilbert Doud Box
- 1979-1989 - Kenneth John Burgess (en)
- 1989-1997 - Richard N. Borotsik (en)
- 1997-2002 - Reginald C. Atkinson (en)
- 2002-2010 - Dave K. Burgess (en)
- 2010-2014 - Shari Decter Hirst (en)
- 2014-2022 - Rick Chrest (en)
- 2022-présent - Jeff Fawcett